# Heterarmia rybakowi
Heterarmia rybakowi là một loài bướm đêm trong họ Geometridae.